# Gran Premio de Yugoslavia de Motociclismo de 1973
El Gran Premio de Yugoslavia de Motociclismo de 1973 fue la sexta prueba de la temporada 1973 del Campeonato Mundial de Motociclismo. El Gran Premio se disputó el 17 de junio de 1973 en el Circuito de Opatija.
Las pruebas estuvieron marcadas por diferentes incidentes. Walter Villa, poco recuperado del incidente de Monza, cae provocándose un trauma craneal así como fracturas en la clavícula y el brazo izquierdo. Phil Read se golpeó en el asfalto destruyendo el cadenado de su MV Agusta. Alex George se estrelló contra una pared de roca y János Reisz perdió el control de su Yamaha, que se incendió.
Todos estos incidentes llevaron a los equipos MV Agusta y Arwidson-Yamaha a no correr este Gran Premio, protesta que fue apoyada por la Federación Italiana de Motociclismo  y del director deportivo de Yamaha Rodney Gould.

## Resultados 500cc
En 500 c.c., ante las retiradas de los primeras espadas, la victoria de un piloto de segunda fila como el neozelandés Kim Newcombe, seguido por Steve Ellis y Gianfranco Bonera.
| Pos.    | Piloto               | Equipo    | Tiempo     | Pts. |
| ------- | -------------------- | --------- | ---------- | ---- |
| 1       | Kim Newcombe         | König     | 49' 21"    | 15   |
| 2       | Steve Ellis          | Yamaha    | +1' 17"    | 12   |
| 3       | Gianfranco Bonera    | Suzuki    | +1' 25" 1  | 10   |
| 4       | Seppo Kangasniemi    | Yamaha    | +1' 49" 6  | 8    |
| 5       | Werner Giger         | Yamaha    | +2' 07" 1  | 6    |
| 6       | Alex George          | Yamaha    | +2' 22" 2  | 5    |
| 7       | Gyula Marsovszky     | Yamaha    | +2' 26" 6  | 4    |
| 8       | Derek Lee            | Suzuki    | +1 Vuelta  | 3    |
| 9       | Ted Janssen          | König     | +1 Vuelta  | 2    |
| 10      | Jérôme van Haeltert  | Suzuki    | +1 Vuelta  | 1    |
| 11      | Sergio Baroncini     | Ducati    | +1 Vuelta  |      |
| 12      | David Harris         | Suzuki    | +2 Vueltas |      |
| 13      | Armando Toracca      | Paton     | +3 Vueltas |      |
| 14      | Paul Eickelberg      | König     | +5 Vueltas |      |
| Ret     | Roberto Gallina      | Paton     | Ret        |      |
| Ret     | Billie Nelson        | Yamaha    | Ret        |      |
| Ret     | Silvano Bertarelli   | Paton     | Ret        |      |
| Ret     | János Drapál         | Yamaha    | Ret        |      |
| Ret     | Jack Findlay         | Suzuki    | Ret        |      |
| Ret     | Kai Kuparinen        | Kawasaki  | Ret        |      |
| Ret     | Charlie Dobson       | Kawasaki  | Ret        |      |
| Ret     | Tapio Virtanen       | Yamaha    | Ret        |      |
| Ret     | Sven-Olof Gunnarsson | Kawasaki  | Ret        |      |
| Ret     | Kurt-Harald Florin   | König     | Ret        |      |
| Ret     | Børge Nielsen        | Yamaha    | Ret        |      |
| Ret     | Bosse Granath        | Husqvarna | Ret        |      |
| Ret     | Kurt-Ivan Carlsson   | Yamaha    | Ret        |      |
| DNS     | Giacomo Agostini     | MV Agusta | DNS        |      |
| DNS     | Teuvo Länsivuori     | Yamaha    | DNS        |      |
| DNS     | Phil Read            | MV Agusta | DNS        |      |
| Fuente: |                      |           |            |      |

## Resultados 350cc
En 350 cc, las ausencias de las grandes figuras también deslucieron esta categoría. Así pues, el húngaro János Drapál se impuso en esta carrera seguido de Dieter Braun y John Dodds.
| Pos. | Piloto               | Equipo    | Tiempo    | Pts. |
| ---- | -------------------- | --------- | --------- | ---- |
| 1    | János Drapál         | Yamaha    | 47' 38" 3 | 15   |
| 2    | Dieter Braun         | Yamaha    | +9" 6     | 12   |
| 3    | John Dodds           | Yamaha    | +31" 2    | 10   |
| 4    | Kent Andersson       | Yamaha    | +45"      | 8    |
| 5    | Eduardo Celso-Santos | Yamaha    | +50" 5    | 6    |
| 6    | Marcel Ankoné        | Yamsel    |           | 5    |
| 7    | Werner Pfirter       | Yamaha    |           | 4    |
| 8    | Pentti Korhonen      | Yamaha    |           | 3    |
| 9    | Silvio Grassetti     | MZ        | 1 Vuelta  | 2    |
| 10   | Kurt-Ivan Carlsson   | Yamaha    | 1 Vuelta  | 1    |
| 11   | Karl Auer            | Yamaha    | 1 Vuelta  |      |
| 12   | Børge Nielsen        | Yamaha    | 1 Vuelta  |      |
| 13   | Bo Granath           | Yamaha    | 1 Vuelta  |      |
| 14   | Kim Newcombe         | König     | 1 Vuelta  |      |
| 15   | Janos Reisz          | Yamaha    | 1 Vuelta  |      |
| 16   | Sven-Olof Gunnarsson | Kawasaki  | 1 Vuelta  |      |
| 17   | Sergio Baroncini     | Yamaha    | 2 Vueltas |      |
| 18   | Werner Schmid        | Yamaha    | 3 Vueltas |      |
| DNS  | Giacomo Agostini     | MV Agusta | DNS       |      |
| DNS  | Teuvo Länsivuori     | Yamaha    | DNS       |      |
| DNS  | Phil Read            | MV Agusta | DNS       |      |
| DNS  | Walter Villa         | Benelli   | DNS       |      |

## Resultados 250cc
En el cuarto de litro, Dieter Braun comenzó la carrera con su Mitsui-Yamaha tan rápido que ya nadie podía seguirle la pista. Silvio Grassetti (MZ), Mario Lega (Yamaha) y Roberto Gallina (Yamaha) lucharon por los dos puestos restantes del podio. Grassetti ganó esa batalla, mientras que Gallina quedó en tercer lugar.
| Pos. | Piloto               | Equipo | Tiempo    | Pts. |
| ---- | -------------------- | ------ | --------- | ---- |
| 1    | Dieter Braun         | Yamaha | 48' 50"   | 15   |
| 2    | Silvio Grassetti     | MZ     | +28"      | 12   |
| 3    | Roberto Gallina      | Yamaha | +32" 2    | 10   |
| 4    | Mario Lega           | Yamaha | +44" 5    | 8    |
| 5    | Chas Mortimer        | Yamaha | +1' 23" 5 | 6    |
| 6    | Eduardo Celso-Santos | Yamaha |           | 5    |
| 7    | John Dodds           | Yamaha |           | 4    |
| 8    | Werner Pfirter       | Yamaha |           | 3    |
| 9    | Matti Salonen        | Yamaha |           | 2    |
| 10   | Jan Huberts          | Yamaha |           | 1    |
| 11   | Bohumil Stasa        | Jawa   | 1 Vuelta  |      |
| 12   | Hans Mühlebach       | MZ     | 1 Vuelta  |      |
| 13   | Werner Giger         | Yamaha | 1 Vuelta  |      |
| 14   | Ryszard Mankiewicz   | Yamaha | 1 Vuelta  |      |
| 15   | Rolf Minhoff         | Yamaha | 1 Vuelta  |      |
| Ret  | Bruno Kneubühler     | Yamaha | DNS       |      |
| Ret  | Víctor Palomo        | Yamaha | DNS       |      |
| DNS  | Teuvo Länsivuori     | Yamaha | DNS       |      |

## Resultados 125cc
En 125 cc., Ángel Nieto dijo adiós a sus opciones de poder revalidar su título. El español tuvo que retirarse por otra avería de su Mobirdelli. Por otro lado, Kent Andersson (Yamaha) solo entrenó 20 veces en Opatija, pero pudo hacer buenos tiempos de vuelta en la carrera y conseguir de esta manera su quinta victoria de la temporada. Chas Mortimer (Yamaha) fue segundo. Jos Schurgers (Bridgestone) y Eugenio Lazzarini (Piovaticci) lucharon por el podio, pero Schurgers tuvo problemas con su caja de cambios y esto permitió que Lazzarini lo pasara.
| Pos. | Piloto            | Moto        | Tiempo    | Pts. |
| ---- | ----------------- | ----------- | --------- | ---- |
| 1    | Kent Andersson    | Yamaha      | 44' 33" 2 | 15   |
| 2    | Chas Mortimer     | Yamaha      | +36" 6    | 12   |
| 3    | Jos Schurgers     | Bridgestone | +40" 8    | 10   |
| 4    | Eugenio Lazzarini | Piovaticci  | +41" 2    | 8    |
| 5    | Harald Bartol     | Suzuki      | +1' 31" 9 | 6    |
| 6    | Rolf Minhoff      | Maico       |           | 5    |
| 7    | Luigi Rinaudo     | Yamaha      |           | 4    |
| 8    | Gianni Ribuffo    | LGM         |           | 3    |
| 9    | Géza Repitz       | MZ          |           | 2    |
| 10   | Paul Eickelberg   | Maico       |           | 1    |
| 11   | Horst Seel        | Maico       | 1 Vuelta  |      |
| 12   | Pentti Salonen    | Yamaha      | 1 Vuelta  |      |
| 13   | Miodrag Saric     | Maico       | 3 Vueltas |      |
| 14   | Branko Jelavic    | Yamaha      | 9 Vueltas |      |
| Ret  | Ángel Nieto       | Morbidelli  | Ret       |      |
| Ret  | Otello Buscherini | Malanca     | Ret       |      |

## Resultados 50cc
Sin Derbi (que se retiró en 1973) solo era emocionante si los Jamathi podían poner en aprietos a las Van Veen-Kreidlers. Sin embargo, los Van Veen-Kreidlers fueron difíciles de superar, incluso cuando De Vries tuvo uno de sus malos comienzos. Theo Timmer comenzó el más rápido en Yugoslavia, seguido por Bruno Kneubühler. En la cuarta vuelta, sin embargo, de Vries ya estaba en segundo lugar detrás de Kneubühler. En la octava, De Vries retrocedió repentinamente, pero Theo Timmer y Bruno Kneubühler se retiraron, por lo que De Vries aún ganó con algo de suerte e, incluso, tenía una gran ventaja sobre los suizos Ulrich Graf (Kreidler) y Stefan Dörflinger (Kreidler).
| Pos. | Piloto             | Moto           | Tiempo    | Pts. |
| ---- | ------------------ | -------------- | --------- | ---- |
| 1    | Jan de Vries       | Kreidler       | 44' 11" 5 | 15   |
| 2    | Ulrich Graf        | Kreidler       | +1' 00" 2 | 12   |
| 3    | Stefan Dörflinger  | Kreidler       | +1' 11"   | 10   |
| 4    | Harald Bartol      | Kreidler       | +1' 27" 4 | 8    |
| 5    | Herbert Rittberger | Kreidler       | +1' 36" 8 | 6    |
| 6    | Lars Persson       | Monark         |           | 5    |
| 7    | Adrijan Bernetič   | Tomos          |           | 4    |
| 8    | Luigi Rinaudo      | Tomos          |           | 3    |
| 9    | Juan Bordons       | Derbi          |           | 2    |
| 10   | Hans-Jürgen Hummel | Kreidler       |           | 1    |
| 11   | Bodrich Fondrich   | Tatran         | 1 Vuelta  |      |
| 12   | Pierre Metzger     | Derbi          | 1 Vuelta  |      |
| 13   | Boja Miklos        | Tomos          | 2 Vueltas |      |
| 14   | Gianni Ribuffo     | LGM            | 2 Vueltas |      |
| 15   | Rudolf Kunz        | Kreidler       | 2 Vueltas |      |
| 16   | Boris Marusa       | Kreidler       | 2 Vueltas |      |
| 17   | Hans Kroismayer    | Stapa-Kreidler | 5 Vueltas |      |
| Ret  | Theo Timmer        | Jamathi        | Ret       |      |
| Ret  | Jan Bruins         | Monark         | Ret       |      |
| Ret  | Bruno Kneubühler   | Kreidler       | Ret       |      |
| Ret  | Gerhard Thurow     | Kreidler       | Ret       |      |